# Manoir d'Ourville
Le manoir d'Ourville est une ancienne demeure fortifiée, de la fin du XVIe siècle, qui se dresse sur le territoire de la commune française de La Pernelle, dans le département de la Manche, en région Normandie. L'édifice est partiellement inscrit au titre des monuments historiques.

## Localisation
Le manoir est situé à 1,8 kilomètre au sud-ouest de l'église Sainte-Pétronille de La Pernelle, dans le département français de la Manche.

## Historique
En 1567, Jehan de Thilly, écuyer, sieur d'Escarbouville et d'Ouville, est taxé pour ses deux fiefs de 12 livres dans le rôle des nobles et roturiers, au titre du ban et de l'arrière ban de la vicomté de Coutances, réalisé par Gilles Dancel, seigneur d'Audouville, lieutenant général du bailli de Cotentin, tenu à Coutances les 20-22 octobre. Le fief d'Ouzeville était une vavassorie.

## Description
On accède au manoir de la fin du XVIe siècle auquel il semble manquer une aile, par une double porte charretière et piétonne. Il est construit en pierres de taille appareillées. Il s'éclaire au rez-de-chaussée comme à l'étage par des fenêtres à meneaux ouvragées en granit.
La porte, surmontée d'un linteau et d'un fronton cintré, est encadrée par des colonnes plates cannelées. À l'étage une tourelle d'angle en échauguette complète le logis.

## Protection
Les façades et toitures ; le porche d'entrée et le portail conduisant au jardin sont inscrits au titre des monuments historiques par arrêté du 3 juillet 1975.

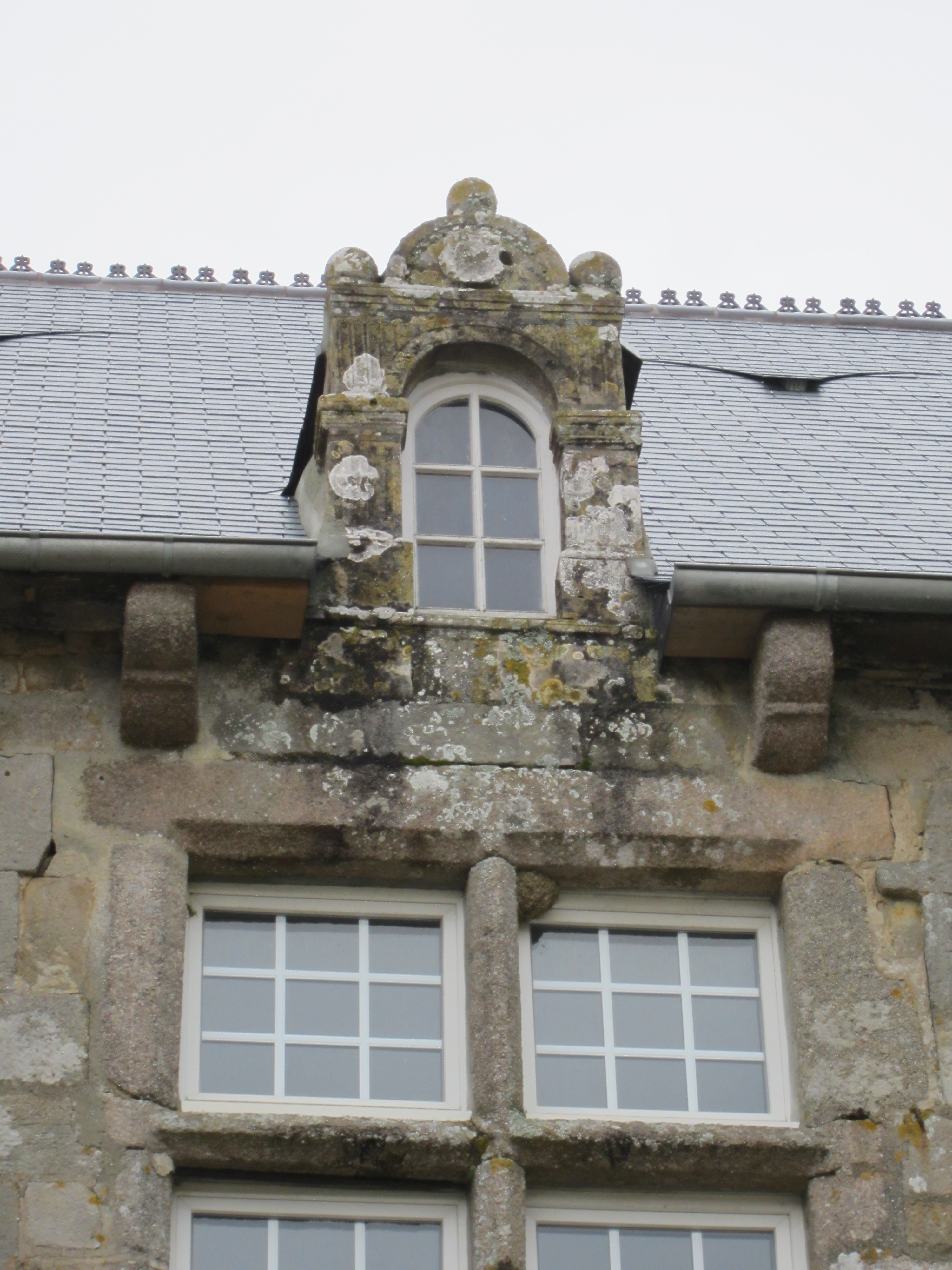
Détail.
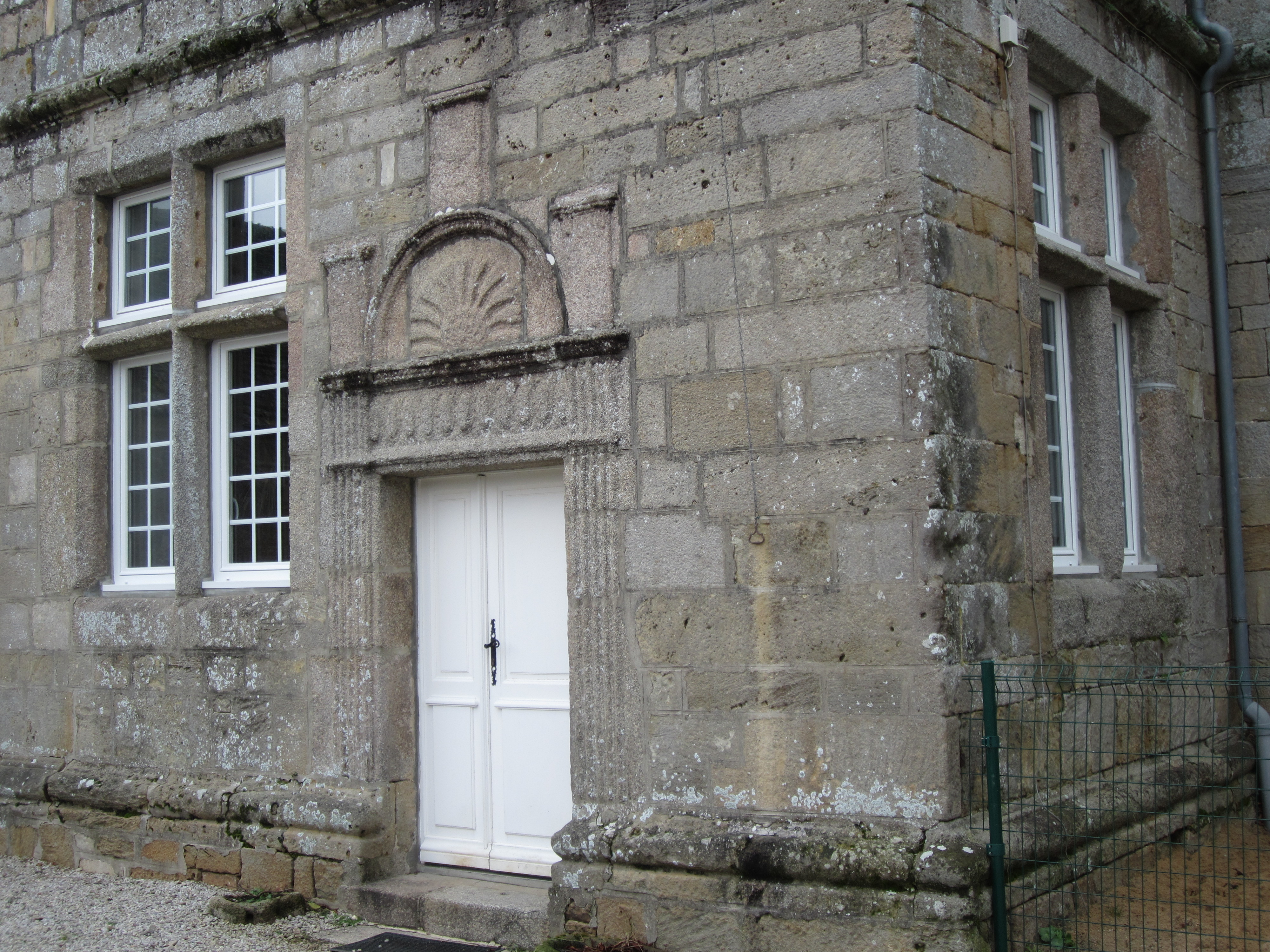
La porte.
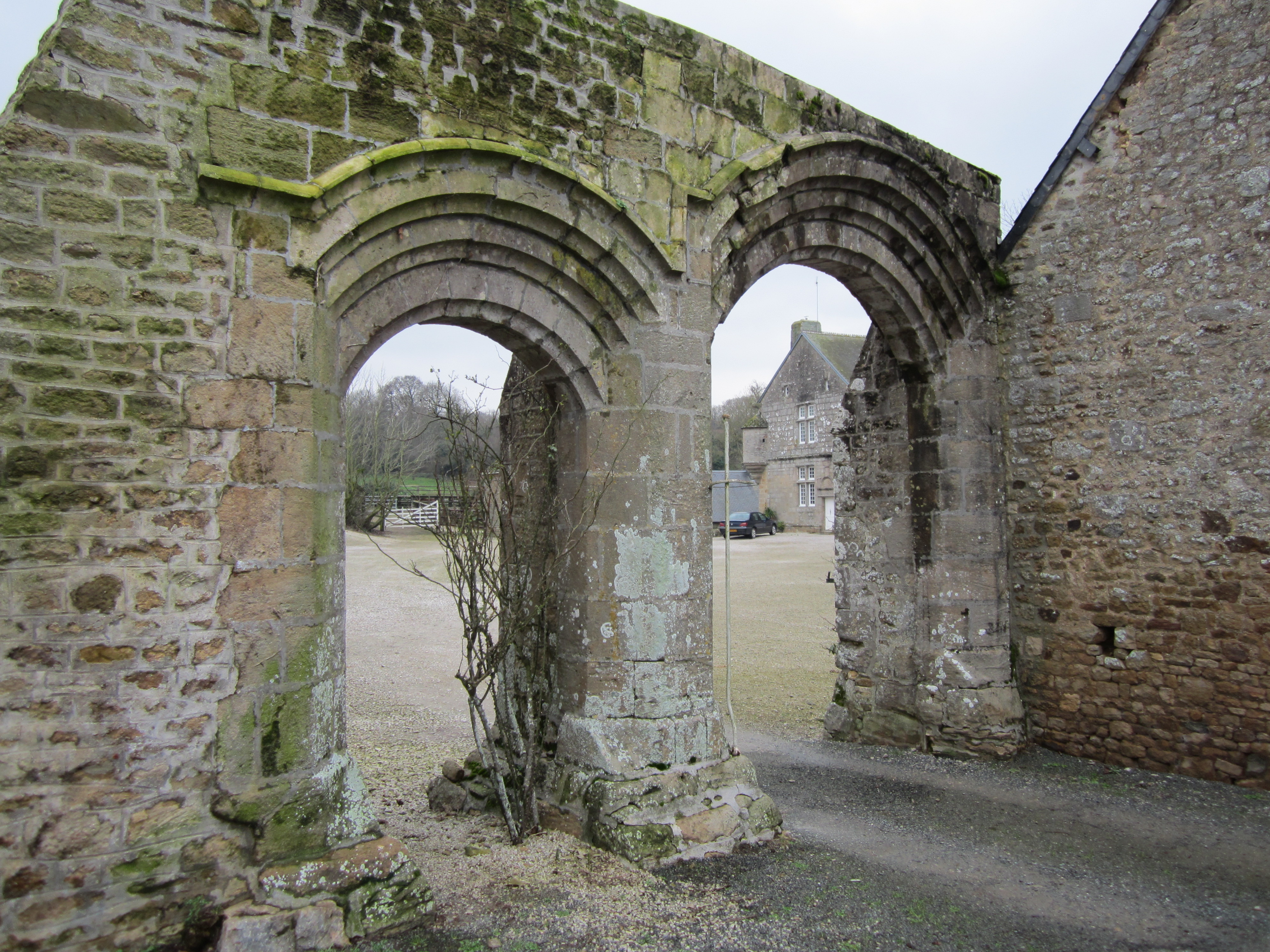
La double porte charretière et piétonne.
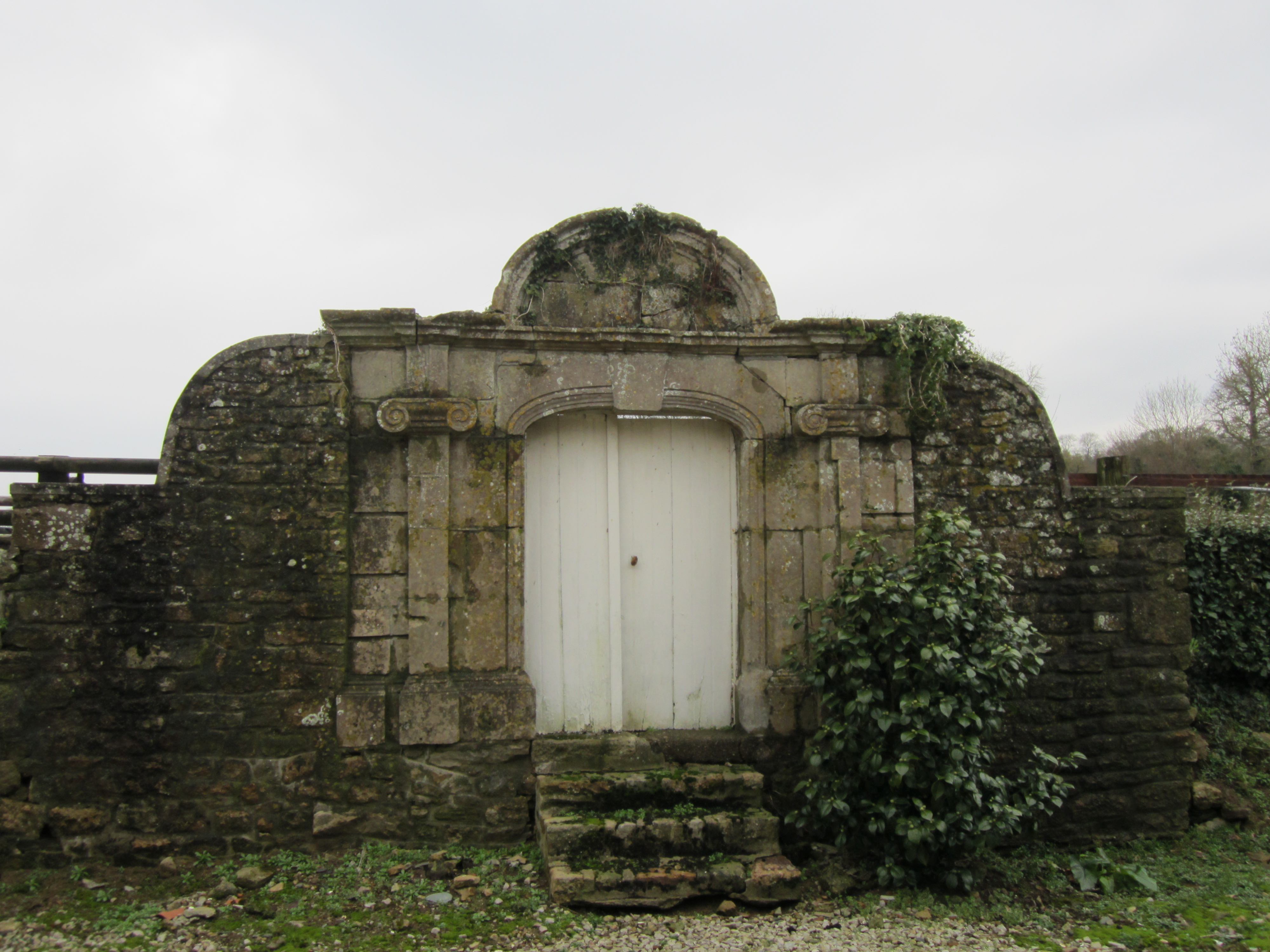
Le portail du jardin.